# Degeneración combinada subaguda de la médula espinal
`
La degeneración combinada subaguda de la médula espinal, también conocida como mielosis funicular, o enfermedad de Lichtheim, así como síndrome de Putnam-Dana, hace referencia a la degeneración de las columnas posterior y lateral de la médula espinal como resultado del déficit de vitamina B12 (el más común), el déficit de vitamina E, y el déficit de cobre . Suele estar asociada a la anemia perniciosa .

## Signos y síntomas
La aparición es gradual y uniforme. Los hallazgos patológicos de la degeneración combinada subaguda consisten en pérdidas dispersas de mielina en las columnas dorsal y lateral. Los pacientes presentan debilidad en piernas, brazos y tronco, así como hormigueo y entumecimiento que empeoran de forma progresiva. También pueden presentarse trastornos visuales y cambios del estado mental. Puede desarrollarse una paresia espástica bilateral y una disminución de los sentidos de la presión, la vibración y el tacto. Puede observarse un signo de Babinski positivo. La deficiencia prolongada de vitamina B12 provoca daños irreversibles en el sistema nervioso. La mielopatía vacuolar asociada al VIH puede presentar un patrón similar de desmielinización de la columna dorsal y del tracto corticoespinal .[cita requerida]
Se consideraba que si una persona tenía deficiencia de vitamina B12 y ácido fólico, primero debía tratarse la deficiencia de vitamina B12. Sin embargo, se ha cuestionado la base de esta afirmación, aunque por consideraciones éticas ya no se puede probar si «la neuropatía se agrava al administrar ácido fólico a los pacientes con deficiencia de vitamina B12». Y que si este fuera el caso, entonces el mecanismo sigue sin estar claro. 
La administración de anestesia con óxido nitroso puede precipitar la degeneración combinada subaguda en personas con deficiencia subclínica de vitamina B12, mientras que la exposición crónica al óxido nitroso puede causarla incluso en personas con niveles normales de vitamina B12 . La disfunción de la columna posterior disminuye la sensación vibratoria y la propiocepción (sentido articular). La disfunción del tracto corticoespinal lateral produce espasticidad y la disfunción del tracto espinocerebeloso dorsal causa ataxia .[cita requerida]

## Causas
Por lo general, la causa más común de esta afección es una deficiencia de vitamina B12 . Esto puede deberse a una deficiencia dietética, a una mala absorción en el íleon terminal, a la falta de factor intrínseco secretado por las células parietales gástricas o a un pH gástrico bajo que inhibe la fijación del factor intrínseco a los receptores ileales. La enfermedad también puede ser causada por la inhalación de óxido nitroso, que inactiva la vitamina B12.
La deficiencia de vitamina E, que se asocia con trastornos de malabsorción como la fibrosis quística y el síndrome de Bassen-Kornzweig, puede causar una manifestación similar debido a la degeneración de las columnas dorsales .

## Diagnóstico
Vitamina B12 sérica, ácido metilmalónico, prueba de Schilling y hemograma completo, para detectar anemia megaloblástica si también hay deficiencia de ácido fólico o anemia macrocítica . La prueba de Schilling ha dejado de estar disponible en la mayoría de las regiones.
Las imágenes de MRI-T2 pueden revelar un aumento de la señal dentro de la sustancia blanca de la médula espinal, principalmente en las columnas posteriores y posiblemente en los tractos espinotalámicos.[cita requerida]

## Tratamiento
La terapia con vitamina B12 logra  una recuperación parcial o total cuando la DCS ha sido causada por una deficiencia de vitamina B12, dependiendo de la duración y el alcance de la neurodegeneración .[cita requerida]